# 4817 Gliba
4817 Gliba è un asteroide della fascia principale. Scoperto nel 1984, presenta un'orbita caratterizzata da un semiasse maggiore pari a 2,3469435 UA e da un'eccentricità di 0,2089072, inclinata di 2,15940° rispetto all'eclittica.